# Handball-Europameisterschaft der Frauen 2030
Die 19. Handball-Europameisterschaft der Frauen soll vom 28. November bis 15. Dezember 2030 ausgetragen werden. Veranstalter ist die Europäische Handballföderation (EHF).

## Ausrichter
Die Ausrichtung des Turniers wurde von der Europäischen Handballföderation (EHF) im August 2023 ausgeschrieben mit der Aufforderung um Interessensbekundungen der nationalen Verbände bis zum 1. November 2023. Die Gastgeber der Europameisterschaften 2030 und 2032 sollten  beim außerordentlichen EHF-Kongress im Dezember 2024 bestimmt werden.
Bis Anfang November 2023 meldeten die Verbände aus Montenegro, Serbien, der Schweiz und der Türkei ihr grundsätzliches Interesse an der Austragung an. Im Juni 2024 gab die EHF bekannt, dass ihr ein Angebot des türkischen Verbands vorliege. Im September 2024 sollte die Entscheidung über die Vergabe getroffen werden. Im Dezember 2024 gab die EHF bekannt, dass für die Europameisterschaft keine Bewerbungen angenommen wurden.